# Selibice
Selibice jsou vesnice spadající pod obec Staňkovice v okrese Louny. Nachází se v zemědělské části Ústeckého kraje mezi městy Žatec a Postoloprty.

## Název
Název vesnice je nejspíše odvozen z předpokládaného osobního jména Seljub, resp. z jeho tvaru Selib, ve významu ves lidí Selibových. V historických pramenech se název vsi objevuje ve tvarech: „in villis Selibyczich“ (1390), Selebicz (1454), ve vsi Selebiczych (1573), Selebicze (1588), Selowitz (1787) a Selibice nebo Sellowitz (1854).

## Historie
Archeologické nálezy dokazují, že vesnice byla osídlena již v mladší době kamenné. První písemná zmínka o vesnici je až z roku 1352.
V první polovině šestnáctého století vesnici koupil Jakub Hruška z Března. Na začátku sedmnáctého století Selibice spolu s Nečemicemi patřily Karlu Hruškovi z Března, který zemřel brzy po roce 1614. Statek zdědil syn Stanislav, který se sestrou Kateřinou odešel po bitvě na Bílé hoře do Míšně. Po Stanislavově smrti se Kateřina roku 1651 vrátila do Čech a jako katolička se ujala správy Selibic.
Až do konce druhé světové války zde byl hlavním stavením statek, celkový počet domů byl 48. Nedaleko vesnice stál ovčín. Po druhé světové válce došlo k vystěhování německých obyvatel a nastěhování několika volyňských Čechů. Zároveň byl také postupně bourán statek. Na začátku 21. století jsou Selibice součástí obce Staňkovice.

## Přírodní poměry
Vesnice se nachází na cestě ze Tvršic do Dolejších Hůrek. Od Tvršic je vzdálená asi 1,2 kilometru, od Dolejších Hůrek necelý kilometr. Oblastí asi jeden kilometr jižně od vesnice protéká řeka Ohře. Zhruba 500 metrů jihovýchodně od Selibic se nachází lokalita V Rákosí. Jedná se o významný krajinný prvek o rozloze 24,1 hektaru, který byl zaregistrován roku 1994 jako hnízdiště chráněných druhů ptáků a lokalita s výskytem chráněných obojživelníků a chráněných druhů rákosí.

## Obyvatelstvo
Při sčítání lidu v roce 1921 zde žilo 195 obyvatel (z toho 97 mužů), z nichž bylo 41 Čechoslováků, 150 Němců a čtyři cizinci. Kromě dvou evangelíků se hlásili k římskokatolické církvi. Podle sčítání lidu z roku 1930 měla vesnice 202 obyvatel: 66 Čechoslováků, 135 Němců a jednoho cizince. S výjimkou jednoho evangelíka a devatenácti členů církve československé byli římskými katolíky.
|                                                                               | 1869 | 1880 | 1890 | 1900 | 1910 | 1921 | 1930 | 1950 | 1961 | 1970 | 1980 | 1991 | 2001 | 2011 |
| ----------------------------------------------------------------------------- | ---- | ---- | ---- | ---- | ---- | ---- | ---- | ---- | ---- | ---- | ---- | ---- | ---- | ---- |
| Obyvatelé                                                                     | 125  | 135  | 141  | 184  | 201  | 195  | 202  | 126  | 128  | 164  | 90   | 65   | 62   | 71   |
| Domy                                                                          | 17   | 18   | 18   | 20   | 24   | 27   | 40   | 47   | —    | 36   | 26   | 30   | 36   | 39   |
| Počet domů z roku 1961 je zahrnut v celkovém počtu domů místní části Tvršice. |      |      |      |      |      |      |      |      |      |      |      |      |      |      |

## Doprava
Dopravní obslužnost je zajištěna pravidelnou autobusovou linkou Žatec–Louny. Nedaleko vede též železniční trať Žatec–Obrnice. Pro železnici lze použít zastávku Tvršice (asi 1,2 kilometru) nebo Dolejší Hůrky (asi jeden kilometr). Pro pěší a cyklisty byla v roce 2016 obnovena historická cesta pod lesem do Tvršic k bývalému viaduktu.

## Galerie

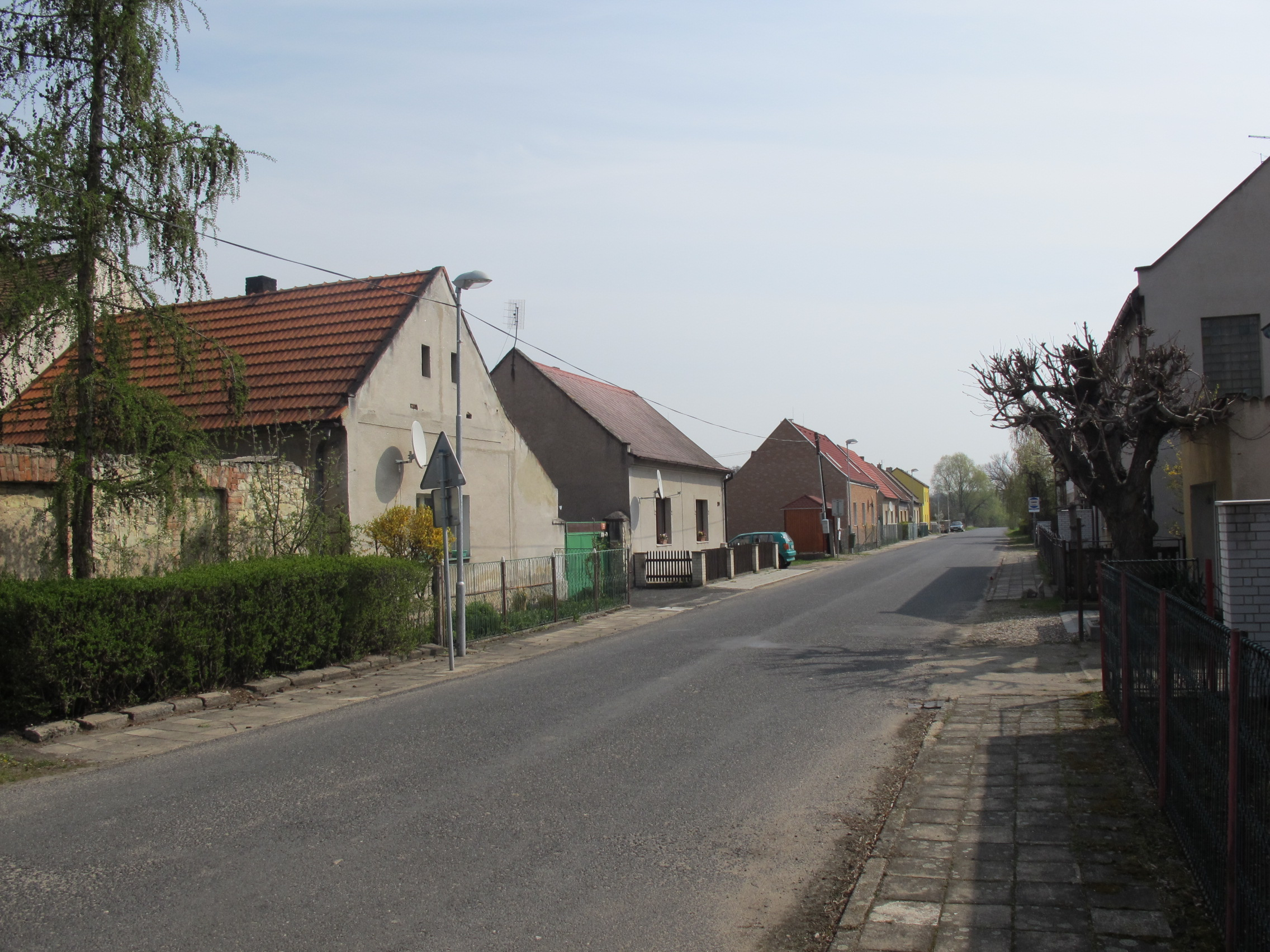
Průjezdní ulice
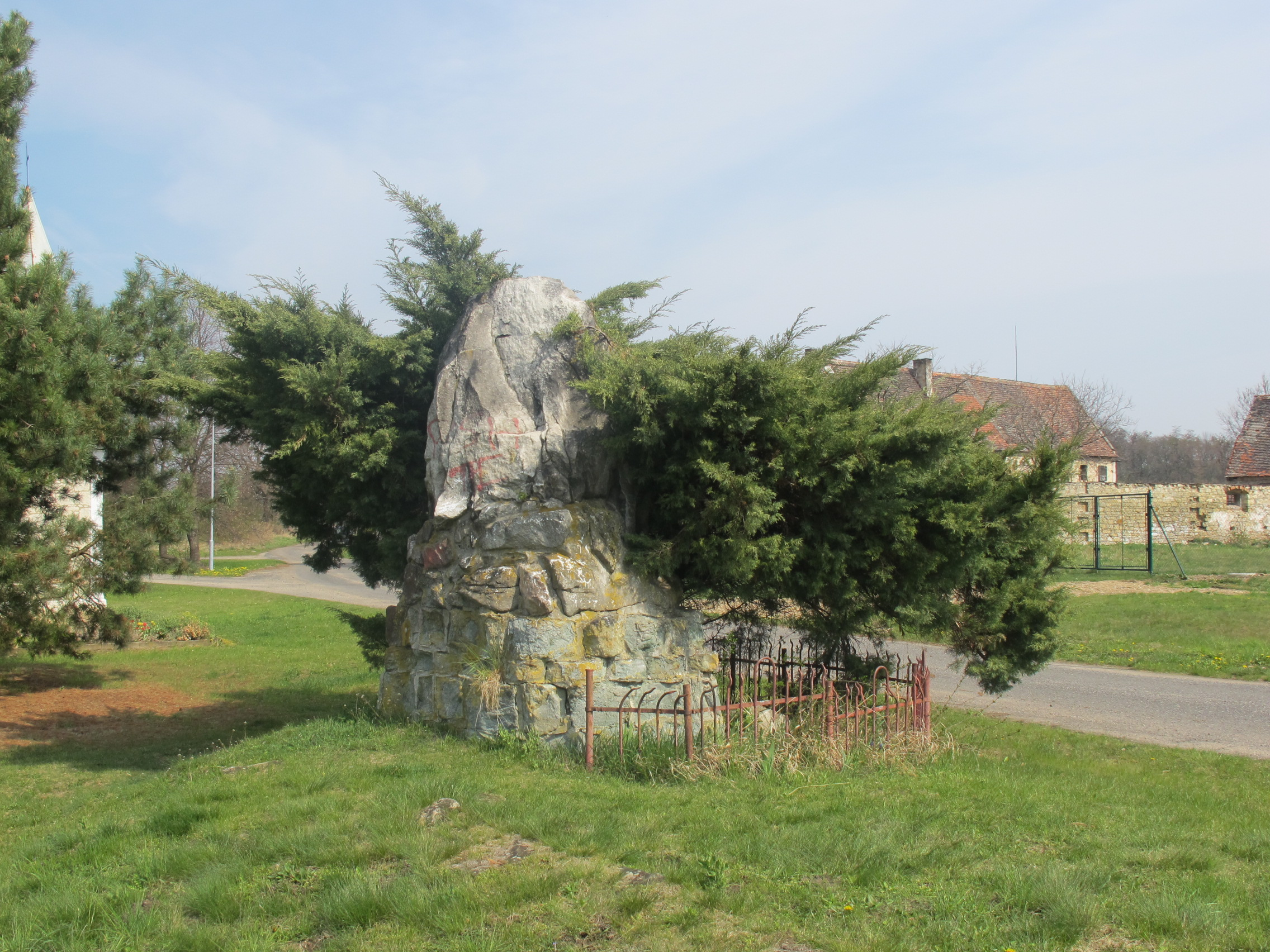
Pomník padlým v první světové válce
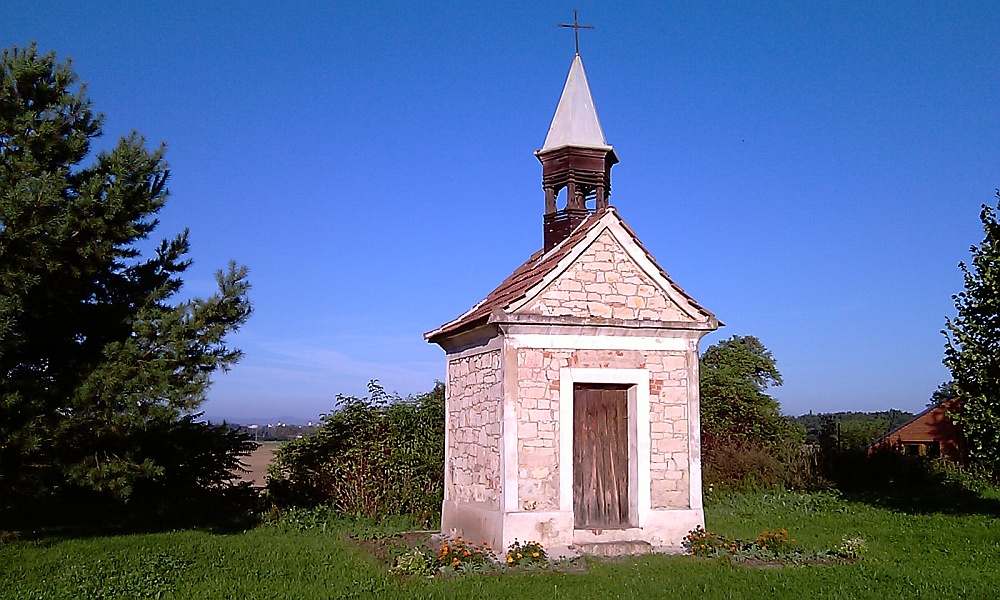
Místní kaplička
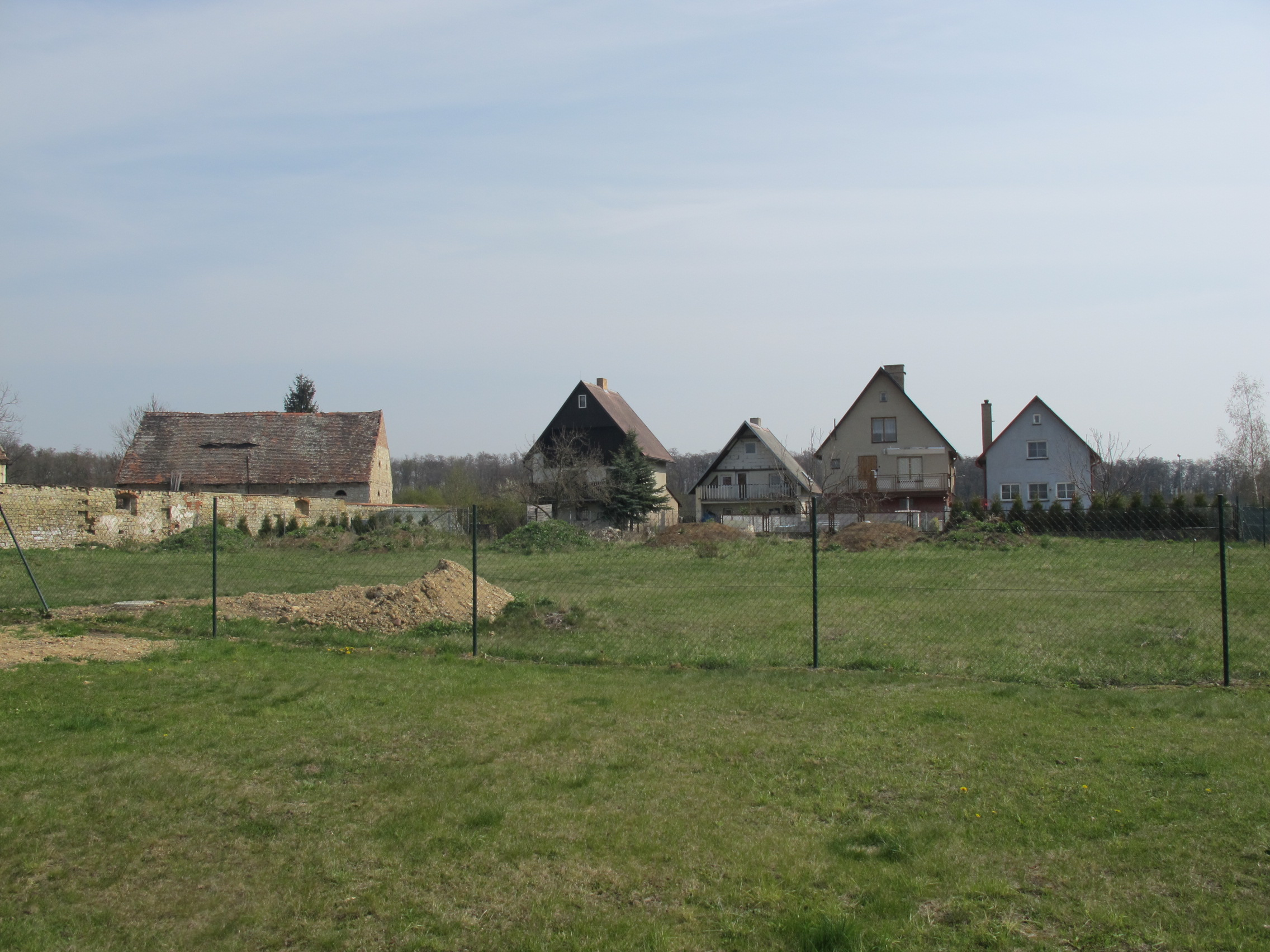
Nová výstavba